# コピラス
コピラス（COPILAS）は、任天堂が1971年に発売した簡易複写機である。

## 概要
コピラスの初代機 (NCM-D-B4) は1971年7月22日に9,800円（2023年時点の31,455円と同等）で発売された。これは一般的に「青焼きコピー」と呼ばれるジアゾ式複写機で、感光方法は30ワットの特殊蛍光灯による光源密着方式を採用。コピー幅はJIS B4判まで対応する。
ジアゾ式複写機の原理としては、原紙と複写用の紙（感光紙）を密着させ、紫外線を当てて感光し、複写紙に残ったジアゾ化合物（文字の部分）を現像し発色させる。原紙に光を透過させるという原理上、両面印刷や本などを複写することはできない。コピラスでは、ジアゾ式の中でも片ローラーで現像液を塗布する「湿式」という方式を採用した。この方式は構造が単純で安く作れること、コピー代も安くすむことが長所であった。一方で、感光紙にコピーし、さらに現像液を塗布して乾かすため、1枚コピーするのに1分は掛かり、鮮明度に欠け、さらに長時間保存することができないという欠点があった。
上位機種として1972年に改良版の「コピラスドライ」、カラーによる両面印刷が可能になった「フォトコピラス」、1973年にオフィス向けモデルの「コピラスST」が発売された。

## 背景
1960年代、任天堂は主力商品である「かるた」販売事業の成長に限界を感じ、発展途上にあったエレクトロニクス分野に注目した。1970年に発売されて大ヒットした光線銃SPは、エレクトロニクスを応用した玩具であった。この他にも玩具のヒット商品はいくつか出ていたが、中核事業にたり得る安定した利益を生み出せず、新規事業として娯楽の枠を超えた分野への進出を模索していた。コピラスは文具店の流通網を使って家庭向けとして販売しながら、事務機市場への参入も狙った商品であった。

## 反響
ジアゾ式複写機は当時の複写機としては安価な方式といっても平均単価が約7万円であった中で、コピラスの1万円を切る価格は話題になり、学生や小規模な事業所の需要を掘り起こし、発売から約2週間で9万台（うち受注残8万台）を売り上げた。しかし、現像液による感光紙への写りが悪く、ユーザーから苦情が殺到した。事務機事業は長続きせず、任天堂は次の一手としてレジャー業者を相手にレーザークレーの売り込みに注力することになる。
コピラスは商業面では失敗に終わったが、そこまで高品質な複写を必要としない町内会の活動や、大学生のサークル活動、同人誌などを作るグループでは、コピー機本体とコピー代の安さが受け重宝したと言われている。
任天堂は、この時期にコピラスや光線銃シリーズ、さらに家庭用のわたあめ製造器の製造などを通してエレクトロニクス関係のノウハウを習得する努力を社内一丸となって行っており、そのことが「ゲーム&ウオッチ」や「ファミコン」の成功につながった。